# 김미희 (1964년)
김미희(1964년 4월 18일 ~ )은 대한민국의 '영화 제작자'이다. 현재 싸이더스FNH 영화제작부문 대표로 단국대학교 국어국문학과에서 국어국문학으로 학사학위를 받았다. 김미희는 한국 영화계의 거물급 여성 중 1명이다. 시네마서비스 기획이사, 좋은영화사 대표를 거치는 동안 한국 영화계에 없어서는 안될 여성 영화인으로 한국영화의 발전과 제작에 공로가 인정되고 있기 때문이다.
수애와 조승우가 맹활약한 '나비처럼 불꽃처럼'이 큰 관심을 모았다. 2009년 9월 24일 개봉, 연중 최고의 영화 흥행시즌인 추석 연휴를 가로지른다는 점과 함께 근래 보기 드문 '서사 멜로', 화려한 CG가 눈길을 끄는 '퓨전사극'으로 사실(fact)과 허구(fiction)를 적절히 합성한 '팩션'이라는 '명성황후 민자영'의 가슴 아픈 멜로를 내용으로 한 영화로 개봉시부터 큰 관심을 가졌다. 95억원이라는 거액의 제작비가 투자된 영화답게 '불꽃처럼 나비처럼'은 개봉 100일만에 100만 관객을 돌파했다.

## 학력
- 단국대학교 국어국문학과 국어국문학 학사

## 경력
- 1988년   화천 공사 카피라이터 입사

- 1993년   시네마서비스 기획이사 ‘마누라죽이기’‘투캅스2’ ‘올가미’ 등

- 1998년   ㈜좋은영화 설립 공동대표이사

- 1999년  ‘주유소 습격사건’ (한국영화 흥행순위 역대 5위기록)

- 2001년  ‘선물’ 전국관객 116만명 동원

- 2001년  ‘신라의 달밤’ 전국관객 442만명 동원

- 2002년  ‘피도 눈물도 없이’‘재밌는 영화’‘밀애’

- 2003년  ‘선생 김봉두’ 전국관객 248만명 동원

- 2004년  ‘아라한-장풍대작전’ 전국관객 205만명 동원

- 2004년  ‘여선생VS여제자’ ‘발레교습소’

- 2005년  ‘혈의 누’ 전국관객 227만명 동원

- 2005년 ~ 2009년 5월 싸이더스FNH 공동대표이사(좋은영화-싸이더스픽처스 합병)

## 출품 영화
- 2009년  킬 미 - 제작
- 2009년  불꽃처럼 나비처럼 - 제작
- 2008년  1724 기방난동사건 - 제작
- 2008년  트럭 - 제작
- 2008년  라듸오 데이즈 - 제작
- 2007년  용의주도 미스 신 - 제작
- 2007년  어깨너머의 연인 - 제작
- 2007년  죽어도 해피 엔딩 - 제작
- 2007년  이장과 군수 - 제작
- 2006년  Mr. 로빈 꼬시기 - 제작
- 2006년  열혈남아 - 제작
- 2006년  사랑따윈 필요없어 - 제작
- 2006년  타짜 - 제작
- 2006년  무도리 - 제작
- 2006년  뚝방전설 - 제작
- 2006년  천하장사 마돈나 - 제작
- 2006년  각설탕 - 제작
- 2006년  비열한 거리 - 제작
- 2006년  호로비츠를 위하여 - 제작
- 2006년  국경의 남쪽 - 제작
- 2006년  달콤, 살벌한 연인 - 제작
- 2006년  올드 미스 다이어리(극장판) - 제작
- 2005년  연애 - 제작
- 2005년  소년, 천국에 가다 - 제작
- 2005년  혈의 누 제작
- 2004년  발레 교습소 - 제작
- 2004년  여선생 VS 여제자 - 제작
- 2004년  아라한 장풍대작전 - 제작
- 2003년  선생 김봉두 - 제작
- 2002년  밀애 - 제작
- 2002년  재밌는 영화 - 제작
- 2002년  피도 눈물도 없이 - 제작
- 2001년  신라의 달밤 - 제작
- 2001년  선물 - 제작
- 1999년  주유소 습격사건 - 제작
- 1998년  생과부 위자료 청구 소송 - 프로듀서, 기획
- 1998년  투캅스 3 - 프로듀서
- 1997년  올가미 - 프로듀서
- 1997년  홀리데이 인 서울 - 프로듀서
- 1996년  투캅스 2 - 프로듀서
- 1995년  엄마에게 애인이 생겼어요! - 프로듀서
- 1994년  마누라 죽이기 - 기획

## 기타
'불꽃처럼 나비처럼'은 개봉 11일만에 100만 돌파하여 흥행에 성공하는 것으로 보였지만 끝내 101％의 수익률을 올리는 데 그쳤다. 166만명이 관람한 이 영화의 제작비는 120억원. 매출액이 122억원에 그쳐 극장 몫을 제하면 실제적으로는 59억원 가량의 손해를 본 것으로 추정된다.